# Мидяне

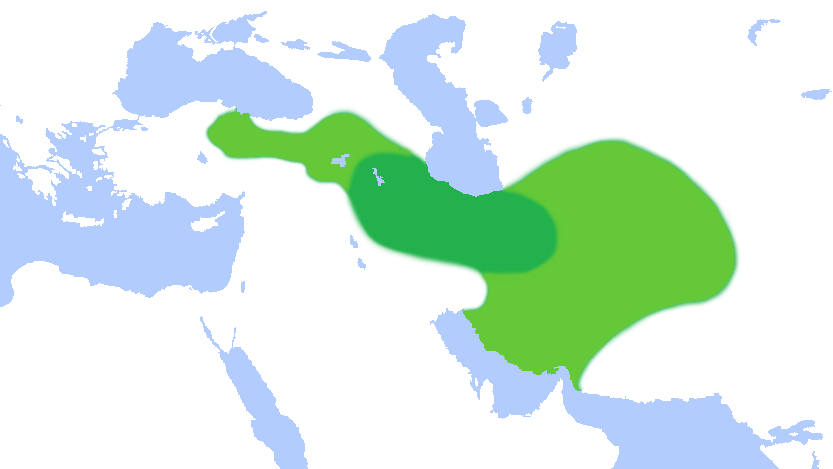
Мидийское царство примерно в 600 году до н. э.

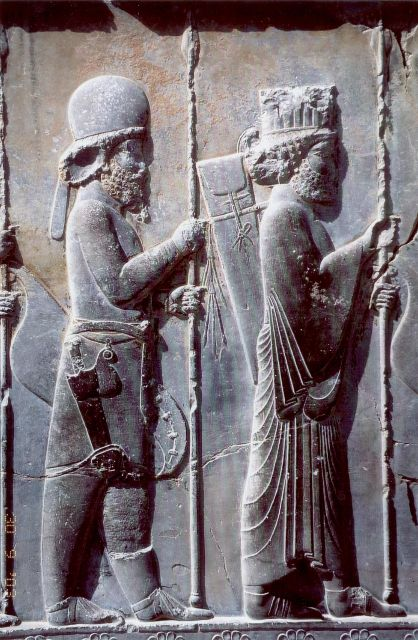
Дворец Ападана, V века до н. э. ахеменидский барельеф изображает мидянина позади персидского солдата в Персеполе, Иран

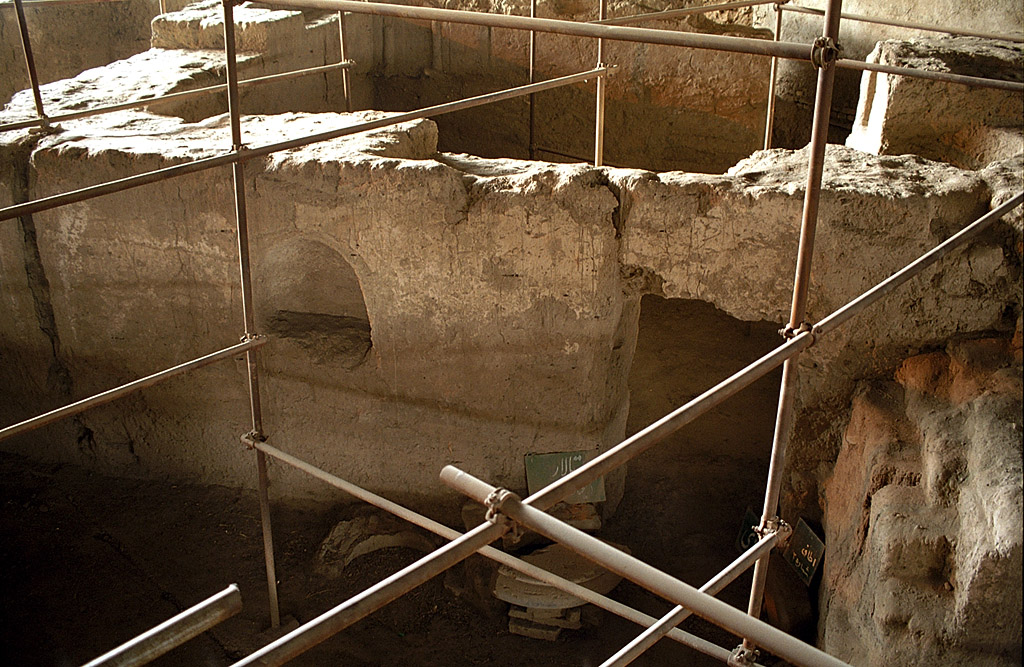
Раскопки из древней Экбатаны, Хамадан, Иран

Мидя́не (миди́йцы, др.-греч. Μῆδοι) — древний народ иранского происхождения, населявший область Мидию, расположенную на северо-западе современного Ирана и юго-востоке Турции. Мидийский язык относят к группе западно-иранских языков, индоевропейской языковой семьи.
Их приход в регион связывают с первой волной миграции племён иранских ариев в конце 2 — начале 1-го тысячелетия до н. э. Этот период совпал с упадком основных региональных держав — Ассирии, Элама и Вавилонии. Между X и концом VII века до н. э. мидяне и персы находились под властью расположенного в северной Месопотамии Новоассирийского царства. В правление ассирийского царя Син-шар-ишкуна (633—612 до н. э.) эта власть начала ослабевать, и мидяне прекратили платить дань. В союзе с персами и другими народами мидяне в 612 году до н. э. захватили Ниневию, что привело к разрушению Новоассирийского царства в 605 году до н. э.
В результате появилось Мидийское царство со столицей в Экбатане, ставшее наряду с Вавилонией, Лидией и Египтом одним из основных политических центров Древнего Ближнего Востока.
Помимо Экбатаны, крупнейшими городами мидян были Рага и Апамея. Согласно «Истории» Геродота, мидяне разделялись на 6 племён — бусы, паретакены, струхаты, аризанты, будии и маги. В 553 году до н. э. Мидия была завоёвана Киром Великим.

## История
Племена мидян известны в истории с начала IX века до н. э., когда они переселились из Средней Азии (по другой версии, с Северного Кавказа вокруг Каспийского моря) в Иран. В следующие века мидяне постепенно ассимилировали неарийские племена гутиев, хурритов, лулубеев и касситов, с древнейших времен населявших территорию Ирана. В конце IX в. — начале VIII в. до н. э. Мидия была завоёвана ассирийцами, однако около 673 до н. э. мидяне, которых возглавил Каштарити, восстали и обрели независимость.
Вскоре после этого Мидией стала править местная династия, основателем которой был судья Дайукку. Его сын, Фраорт смог захватить Персию, а при его внуке — Увахшатре (греч. Киаксар) — мидяне завоевали совместно с вавилонянами огромную Ассирийскую державу. При этом Мидии отошла Северная Месопотамия; вслед за тем Увахштра покоряет Урарту и нападает на мелкие царства восточной Малой Азии; после длительной войны он успешно делит с Лидией Анатолию по реке Галис (Кызыл-Ырмак). Таким образом к концу царствования Увахшатры мидяне оказываются на вершине могущества, владея всем нынешним Ираном, Армянским нагорьем, Северной Месопотамией и востоком Малой Азии.
Столицей Мидии являлся город Экбатана (ныне Хамадан). Царь мидян носил титул «Царя царей», что, впрочем, отражало не вселенские притязания (как это стали истолковывать позже), а тот факт, что он изначально был «первым среди равных» вассальных царьков. Сын Увахшатры, Иштувегу (греч. Астиаг), попытался укрепить царскую власть, чем вызвал оппозицию вельмож. Около 550 до н. э. Мидия была завоёвана персидским царем Киром II, как говорят предания, при активной помощи недовольных Иштувегу вельмож. Персы были родственны мидянам; сам Кир по матери принадлежал к их царскому роду (он был внуком Иштувегу), и мятежные вельможи рассматривали победу персов как дворцовый переворот. Однако их надежды были обмануты: в течение одного поколения мидяне были оттеснены от всех значительных постов и могли занимать лишь второстепенные должности в мировой державе Ахеменидов, а сама Мидия была превращена в одну из рядовых сатрапий и платила дань персам наряду с прочими покорёнными народами. Впрочем, Экбатана продолжала считаться одной из столиц персидских (а затем парфянских) царей, где они предпочитали проводить знойные летние месяцы.
После смерти Александра Македонского последний сатрап Мидии Атурпатак (Атропат) провозгласил себя царём на севере своей бывшей сатрапии, в районе озера Урмия, основав таким образом государство «Малая Мидия», иначе «Мидия Атропатена», или просто «Атропатена». От слова «Атропатена» возник позже топоним «Азербайджан».

## Культура

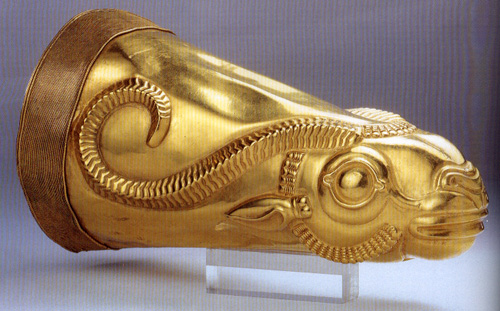
Золотой ритон, найденный при раскопках Экбатаны

Хронология доахеменидской эпохи.

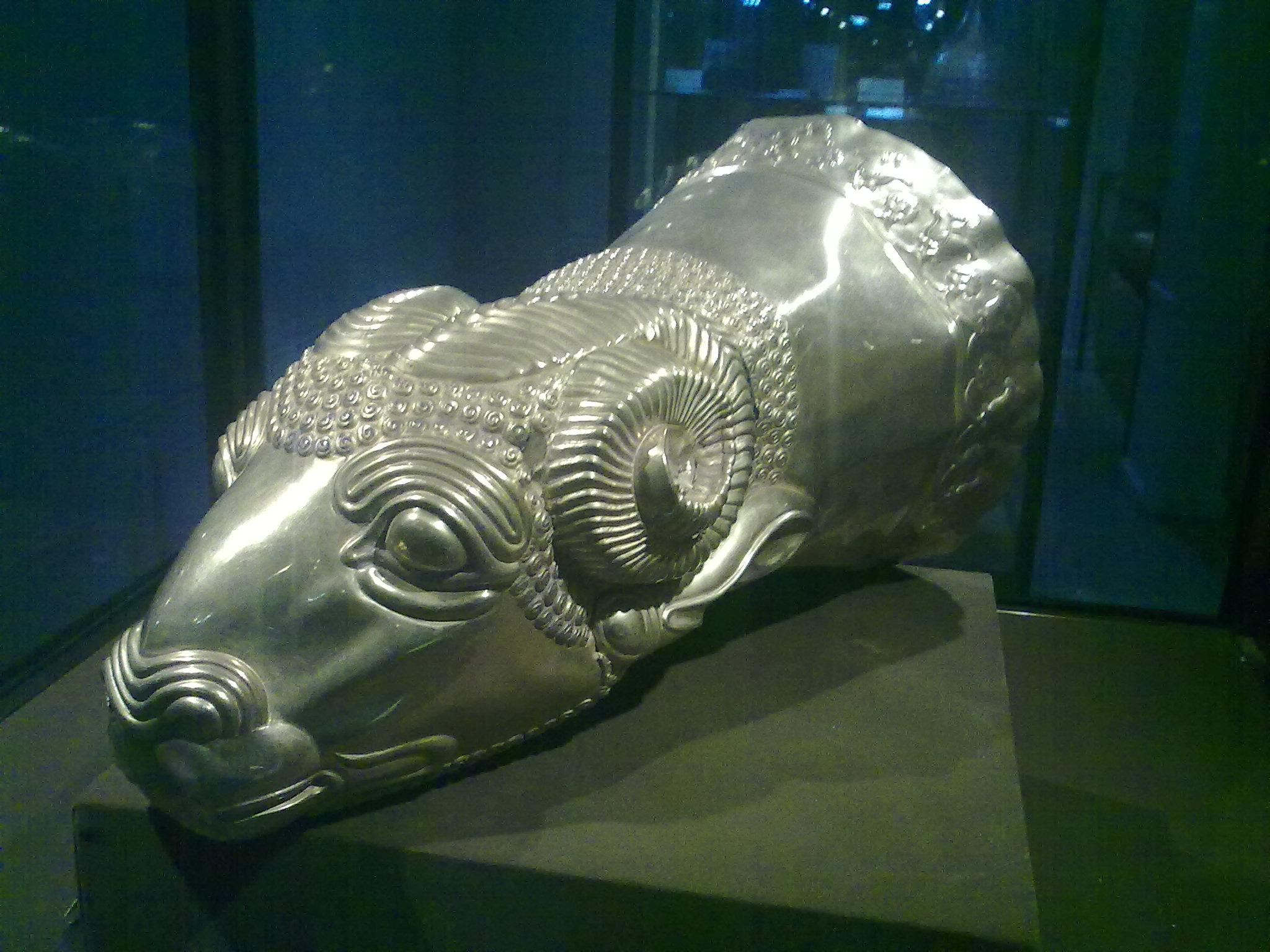
Ритон в форме головы барана, золото — Западный Иран — Мидия, конец VII — начало VI вв. до н. э.

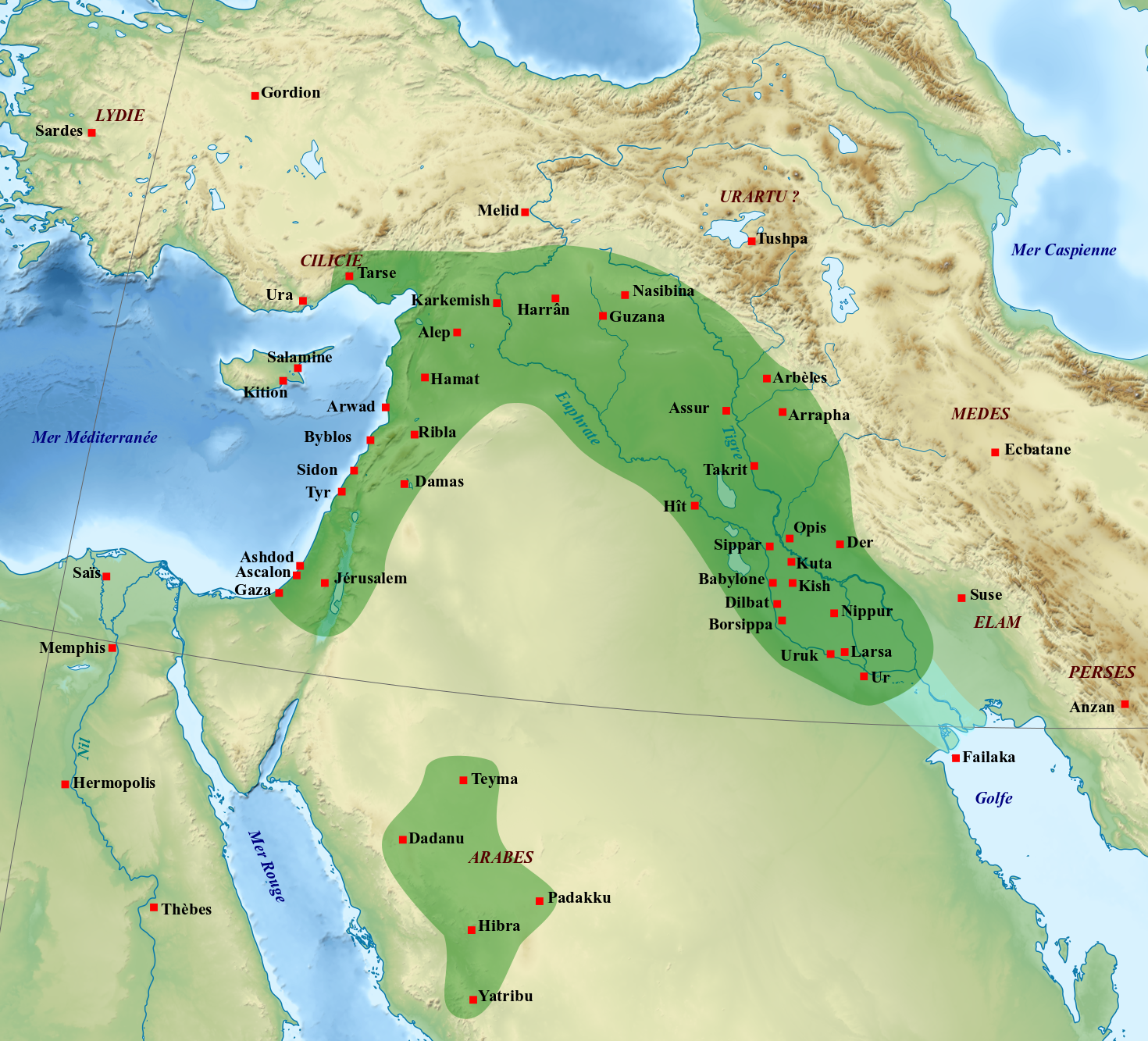
Соседнее Нововавилонское царство в наибольшей степени после разрушения Новоассирийского царства

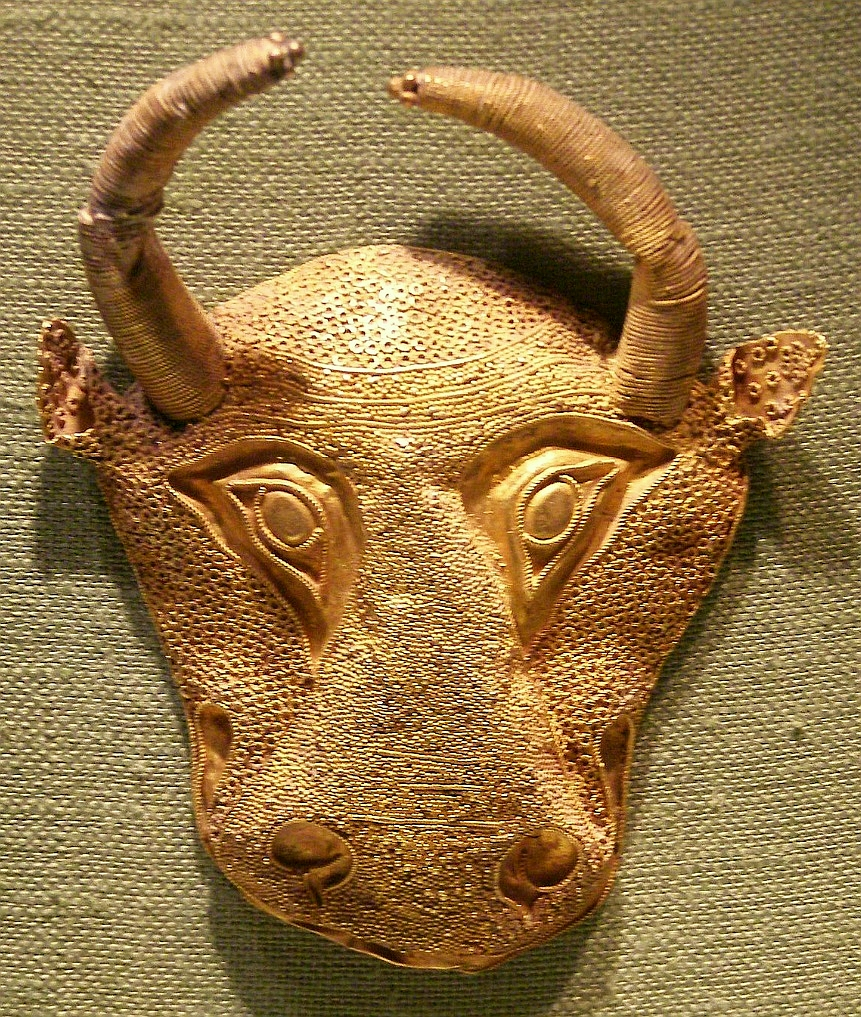
Протома в виде головы быка, VIII век до н. э., золото и филигрань, Национальный музей, Варшава

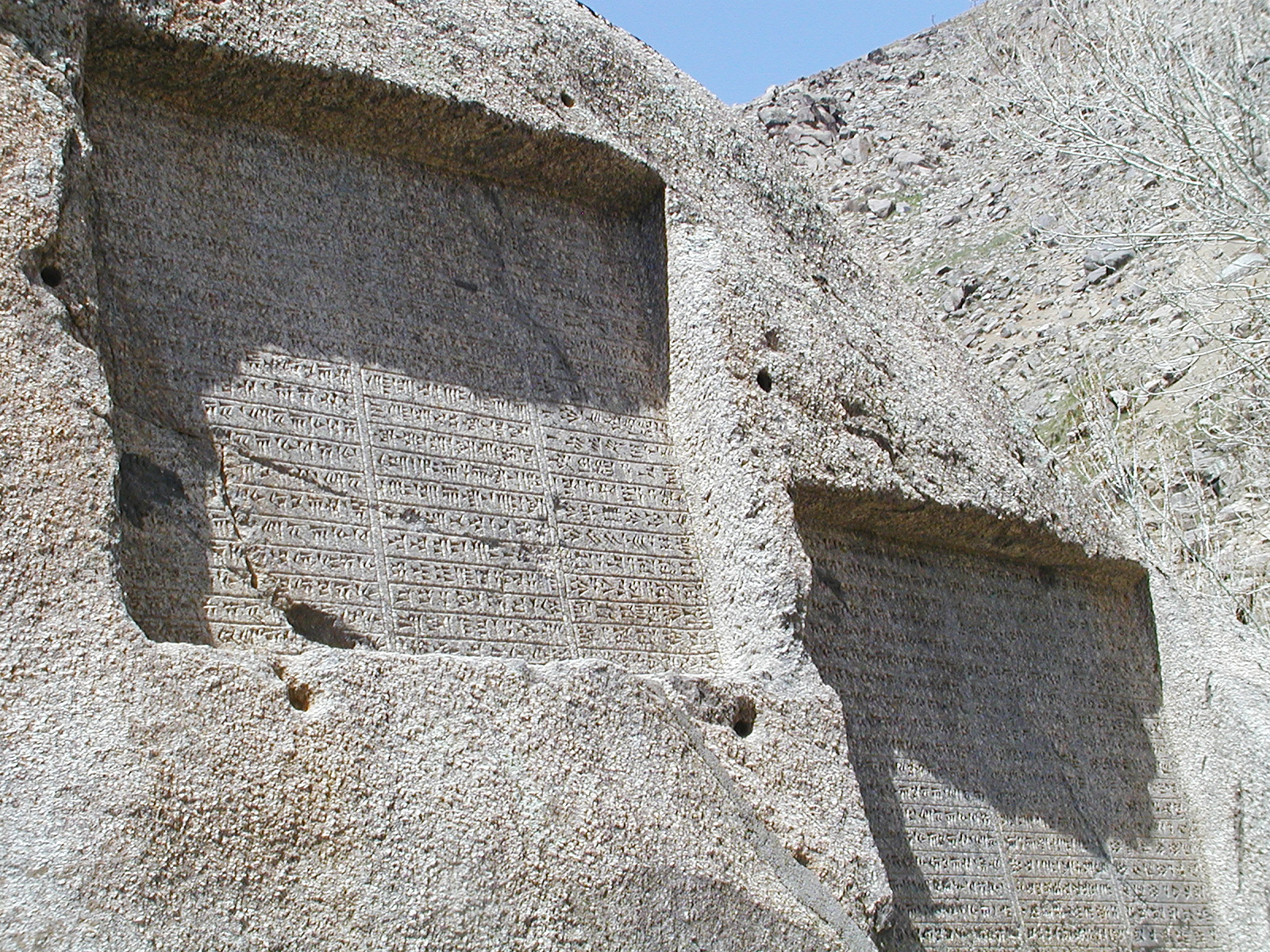
Ганджнаме («послание сокровища») в Экбатане. Надписи принадлежат Дарию I и его сыну Ксерксу I.

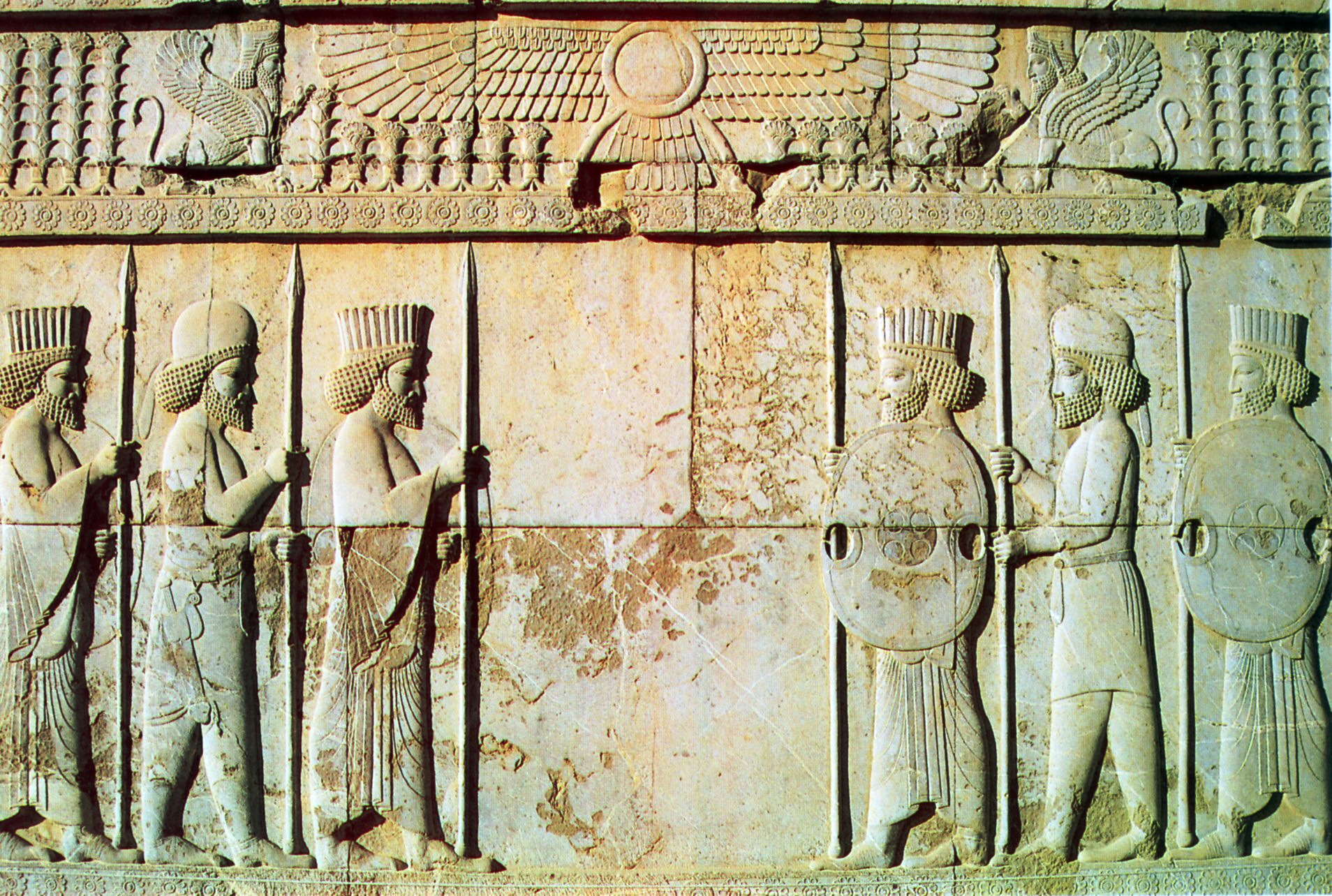
Зал Ападаны, V век до н. э., резьба эпохи Ахеменидов персидских и мидийских солдат в традиционных костюмах (мидийцы носят округлые шляпы и сапоги), Персеполь, Иран

Археологические исследования и письменные источники дают не очень много информации об истории и культуре государства мидян. В связи со скудостью источников на мидийском языке, их язык также практически не известен.
Мидяне были очень близки к персам и по языку, и по религии, и по обычаям. Они носили длинные волосы и бороды; как и персы и все иранцы, они носили штаны, короткие сапожки и на поясе — акинак (среднее между длинным кинжалом и коротким мечом), бывший отличительным признаком свободного мужчины. В отличие от персов, они надевали не узкие куртки, а длинные свободные одеяния с большими рукавами (их быстро переняла персидская знать и презирали греки, считая «женскими»); от персов их также отличал особый вид головных уборов. Страбон упоминает, что мидяне одевались в «хитоны с рукавами», штаны и носили войлочные шапки.
Пехотинцы мидян были вооружены короткими копьями и плетёными, обтянутыми кожей щитами. Но в отличие от персов, сражавшихся в пешем строю, мидяне славились своей конницей. Царь мидян сражался в центре войска, стоя в ассирийской колеснице — обычай, перенятый персами. Как и все иранские народы, мидяне использовали пластинчатые доспехи, покрывавшие и всадников, и коней.

## Религия
Религия, которую исповедовали мидяне, являлась одной из форм древней арийской религии, предшествующей зороастризму. В эпоху Ахеменидов среди мидян более, чем среди персов, был развит чистый зороастризм, возможно, бывший государственной религией при Иштувегу. Название зороастрийских священнослужителей, мобед, связывается с названием одного из племён Мидии, из которого предположительно изначально происходили служители этого культа.
В Мидии был распространен культ почитания богини плодородия Ардвисура Анахиты. В главном городе Мидии Экбатане находился храм богини Анахиты (у греческих авторов — Анаитис). Страбон, римский историк I в. до н. э., ссылаясь на древнегреческого историка V в. до н. э. Геродота, упоминает ритуалы ритуальной проституции и рассказывает, что мидянки, служа в храмах Ардвисура Анахиты:
Все они предаются разврату. При этом они так ласково обращаются со своими любовниками, что не только оказывают им гостеприимство и обмениваются подарками, но нередко дают больше, чем получают, так как они происходят из богатых семей, снабжающих их для этого средствами. Впрочем, они принимают любовниками не первых встречных из чужеземцев, но преимущественно равных себе по общественному положению.

## Потомки
О появлении савроматов сообщал Диодор Сицилийский (I век до н. э.): скифскими царями, в результате переднеазиатских походов, были переселены многие племена: 
…А самых важных выселений было два: одно из Ассирии в землю между Пафлагонией и Понтом, другое из Мидии, основавшееся у реки Танаис; эти переселенцы назывались савроматами.
 Информация подобного рода содержится и у Плиния Старшего (I в. до н. э.): 
По реке Танаис, впадающей в море двумя устьями, живут сарматы, по преданию потомки мидян, также разделённые на многие племена. Первыми живут савроматы женовладеемые, называемые так потому, что произошли от браков с амазонками.
.
Другими же потомками мидян считаются такие же ираноязычные курды.

## Мидийский язык
Вопрос о мидийском языке спорный. Одни учёные (например, И. М. Дьяконов) принимают существование единого мидийского языка; другие (например, О. Л. Вильчевский) отрицают это, считая, что мидяне говорили на нескольких диалектах, которые наряду с персидским диалектом составляли единый древнеиранский язык. Это аргументируется тем, что языки, которые можно считать потомками мидийского (северо-западные арийские языки: курдский, талышский, тати и прочие), не демонстрируют необходимой степени родства. Во всяком случае, априори можно полагать, что общим языком в Мидии был диалект Экбатанского округа (по общему правилу, согласно которому государственный язык — это, за немногими исключениями, язык столицы и двора). Советский иранист В. А. Лившиц высказал гипотезу, что белуджский язык продолжает развитие одного из диалектов мидийского языка и белуджи, таким образом, потомки одного из народов древней Мидии.
Письменность, несомненно, существовала, но памятников её не обнаружено. Замечательно, что клинописное письмо, которым записаны у персов тексты на персидском языке, представляет собой приспособленную к персидскому языку урартскую клинопись — следовательно, она могла попасть к персам только через мидян. Мидийское происхождение (по особенностям произношения) обнаруживают также некоторые слова древнеперсидского языка, относящиеся к социальной и государственной сфере, например слово «сатрап».